# Georgius Hornius

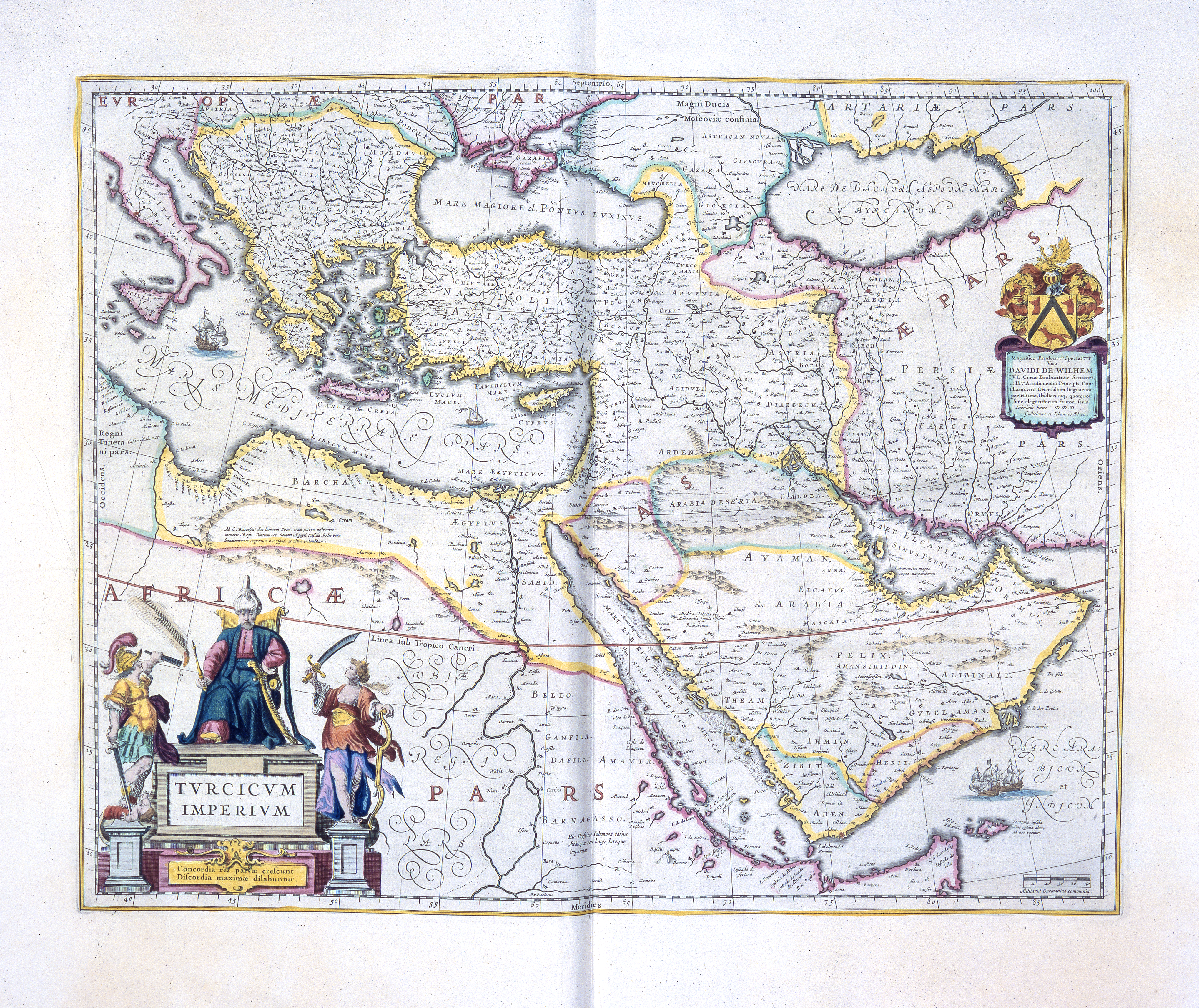
Kaart uit 1654

Georgius Hornius (Kemnath 1620 – Leiden 1670) was een Duitse historicus en geograaf, hoogleraar geschiedenis aan de Universiteit Leiden van 1653 tot aan zijn dood.
Hornius werd geboren in Kemnath, Opper-Palts (destijds deel van de keurvorstelijke palts onder Frederik V) als zoon van de hoofdopziener van de gereformeerde kerk aldaar. Zijn familie werd gedwongen te verhuizen na de katholieke overwinning op de Witte Berg, toen Horn nog een kind was. In 1635 bezocht hij het gymnasium in Neurenberg, en in 1637 werd hij ingeschreven aan de universiteit van Altdorf als student theologie en medicijnen. Later werkte hij als privé-leraar, in Gröningen en later in Leiden, in de Republiek der Nederlanden. In Leiden werd hij ook ingeschreven als leerling van Friedrich Spanheim. Na een verblijf van twee jaar in Engeland keerde hij terug naar Leiden, waar hij een geschiedenis samenstelde van de gebeurtenissen tijdens de lopende Engelse burgeroorlog (Rerum Britannicarum libri VII, De statu ecclesiae Britannicae hodierno).
In 1648 promoveerde hij in Leiden en weigerde hij uitnodigingen aan zowel de Universiteit van Frankfurt als de Universiteit van Heidelberg als hoogleraar in de theologie. In plaats daarvan aanvaardde hij de positie van hoogleraar in de geschiedenis, politiek en geografie aan de nieuwe Universiteit van Harderwijk, waar hij in 1652 rector werd. In 1653 werd hij hoogleraar geschiedenis aan de Universiteit Leiden, een functie die hij bekleedde tot aan zijn dood in 1670.
In zijn latere leven was Horn ook zeer geïnteresseerd in alchemie. In 1665 werd hij door een frauderende alchemist opgelicht voor het aanzienlijke bedrag van 5.000 gulden. Zijn belangstelling voor de alchemie resulteerde ook in een uitgave van Pseudo-Geber in 1668. Vanaf ongeveer deze tijd begon hij ook te lijden aan periodes van geestelijke afleiding, hoewel hij een productief schrijver bleef tot aan zijn dood.
Onder zijn publicaties waren vooral zijn Latijnse werken over de universele geschiedenis, bedoeld als leerboek voor studenten, invloedrijk (Historia ecclesiastica et politica, Arca Noae, Orbis Politicus, Orbis Imperans). Deze werken werden nog lang na zijn dood heruitgegeven, zowel in Nederland als in Duitsland. Hij behandelde de universele geschiedenis op een moderne manier, niet langer onderverdeeld in de geschiedenis van de vier klassieke rijken (Assyrië, Perzië, Macedonië, Rome) maar gebaseerd op het concept van nationale geschiedenis, met inbegrip van de geschiedenis van de volkeren van de Nieuwe Wereld (De originibus Americanis). Hij was ook een van de eerste historiografen die de wereldgeschiedenis in drie grote tijdperken verdeelde: de oudheid van de vroegste tijden tot de periode van de migratie, de middenperiode van de periode van de migratie tot het jaar 1500, en de moderne geschiedenis van 1500 tot zijn eigen tijd. Zijn verslag van de migratieperiode wordt voorgesteld als de geschiedenis van het "Scythische" volk, dat wordt onderverdeeld in Germanen, Hunnen en Slaven.
In al zijn werken presenteert Horn zich als een vroom protestant en als een patriot van zijn vaderland, waarbij hij zichzelf beschouwt als een inwoner van en banneling uit de Oberpfalz (die in 1628 door de katholieke hertog van Beieren was geannexeerd).

## Werken
- De statu ecclesiae Britannicae hodierno commentarius. 1647
- Rerum Britannicarum libri septem, quibus res in Anglia, Scotia, Hibernia, ab anno MDCXLV bello gestae, eponuntur 1648
- De originibus Americanis libri IV. 1652
- Historia philosophica libri septem: quibus de origine, successione, sectis & vita philosophorum ab orbe condito ad nostram aetatem agitur. Elzevir, 1655
- Dissertationes historicae et politicae. Franciscus Hackius, 1655.
- Arca Noae, sive historia imperiorum et regnorum ̀condito orbe ad nostra tempora. Officina Hackiana, Leiden 1666 (archive.org)
- Arca Mosis, sive historia mundi. 1668
- Georgi Horni orbis politicus, imperiorum, regnorum, principatuum rerumpublicarum. 1668
- Gebri Arabis Chimia sive traditio summae perfectionis et investigatio magisterii innumeris locis emendata a Caspare Hornio [...] Medulla Alchimiae Gebricae omnia edita a Georgio Hornio. 1668 (google books).

### Postume edities
- Historia naturalis et civilis. 1670, 1671, 1679
- Ulysses peregrinans, omnia lustrans littora. 1671, 1672
- Historia ecclesiastica. ed. Melchior Leydekker, 1687

### Vertalingen
- Aardbeschryving. 1681
- Kerkelycke historie, van de scheppinge des werelts, tot 't jaer des Heeren 1666. 1685 (archive.org).
- Description exacte de l'Univers : ou l'ancienne Geographie sacrée et profane. Pierre de Hondt, Haag 1741 (Gedigitaliseerd).